# Enrique de la Mata Gorostizaga

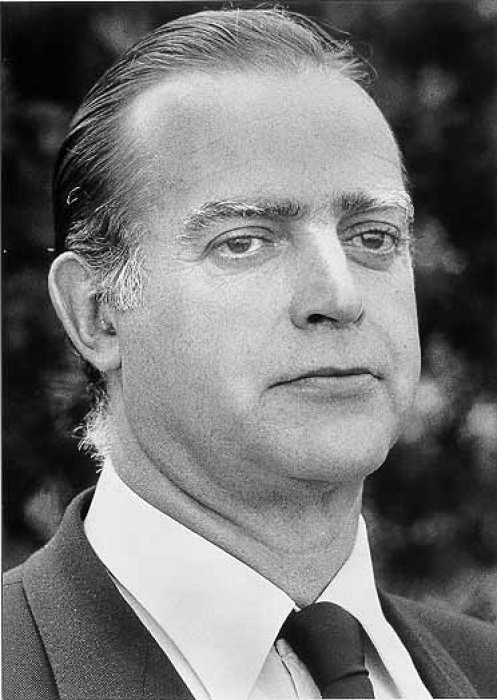
Enrique de la Mata Gorostizaga

Enrique de la Mata Gorostizaga (* 20. September 1933 in Teruel; † 6. September 1987 in Rom) war ein spanischer Rechtsanwalt, Politiker und Diplomat. Er wirkte in den Jahren 1976/1977 in einer Übergangsregierung nach dem Tod Francisco Francos als Minister für Gewerkschaftsbeziehungen und von 1979 bis 1982 als Abgeordneter des spanischen Parlaments. Von 1981 bis 1987 fungierte er als Präsident der Liga der Rotkreuz-Gesellschaften, die während seiner Amtszeit die Bezeichnung Liga der Rotkreuz- und Rothalbmond-Gesellschaften annahm.

## Leben
Enrique de la Mata Gorostizaga wurde 1933 in Teruel geboren und erlangte an der Universität von Madrid einen Abschluss in Rechtswissenschaften. Anschließend war er ab 1960 als Notar tätig. Von 1967 bis 1969 fungierte er als Präsident der Versammlung des Spanischen Roten Kreuzes (Cruz Roja Española) und anschließend bis 1975 als Direktor der spanischen Sozialversicherung (Seguridad Social).
Nach dem Tod Francisco Francos im Jahr 1975, und damit dem Ende von dessen Diktatur, wirkte er vom 5. Juli 1976 bis zum 4. Juli 1977 in einer bis zu den ersten freien Wahlen amtierenden Übergangsregierung als Minister für Gewerkschaftsbeziehungen, er trug während dieser Zeit zur Wiederzulassung von Gewerkschaften in Spanien bei. Von 1979 bis 1982 gehörte er als Abgeordneter der bürgerlichen Partei Unión de Centro Democrático (UCD), die mit Adolfo Suárez den ersten demokratisch gewählten Ministerpräsidenten Spaniens stellte, dem spanischen Parlament an.
Im Jahr 1981 übernahm er vom Nigerianer Joseph Adetunji Adefarasin das Amt des Präsidenten der Liga der Rotkreuz-Gesellschaften, die zwei Jahre nach seinem Amtsantritt umbenannt wurde in Liga der Rotkreuz- und Rothalbmond-Gesellschaften. 1985 wurde er für vier weitere Jahre im Amt bestätigt, starb jedoch 1987 im Alter von 53 Jahren in Rom an einem Herzinfarkt. Das Amt des Präsidenten der Liga übernahm vorübergehend Kurt Bolliger, der als Präsident des Schweizerischen Roten Kreuzes von Amts wegen Vizepräsident der Liga war. Nachfolger von Enrique de la Mata Gorostizaga wurde der Jurist Mario Villarroel Lander aus Venezuela.
Enrique de la Mata Gorostizaga war verheiratet und Vater von vier Söhnen und drei Töchtern.